# Championnat du pays de Galles de football 2016-2017
Navigation
Welsh Premier League 2015-2016 Welsh Premier League 2017-2018
La saison 2016-2017 de Welsh Premier League est la vingt-quatrième édition du championnat de première division du pays de Galles, qui constitue le premier échelon national du football gallois et qui oppose douze clubs professionnels, à savoir les dix premiers de la saison 2015-2016, le promu de la Cymru Alliance et le promu de la Welsh Football League.
Le championnat débute le 12 août 2016 et se déroule en trois phases. Les clubs s'affrontent d'abord en matches aller-retour sur vingt-deux journées dans une poule unique, puis en matches aller-retour sur dix journées en deux poules de six, avant une série éliminatoire pour la dernière place en Ligue Europa en matches simples sur deux journées.
Le quintuple tenant du titre, The New Saints, remet son titre en jeu et conserve son titre à l'issue de la saison.

## Clubs participants
| \| Aberystwyth Airbus UK Bala Town Bangor Carmarthen Connah's Quay Llandudno Newtown Rhyl TNS Cardiff MU Cefn Druids \| Localisation des clubs engagés dans le championnat. |
| Aberystwyth Airbus UK Bala Town Bangor Carmarthen Connah's Quay Llandudno Newtown Rhyl TNS Cardiff MU Cefn Druids                                                           |

| Club                                          | Ville                                | Classement 2015-2016 |
| --------------------------------------------- | ------------------------------------ | -------------------- |
| Aberystwyth Town Football Club                | Aberystwyth                          | 8e                   |
| Airbus UK Broughton Football Club             | Broughton                            | 6e                   |
| Bala Town Football Club                       | Bala                                 | 2e                   |
| Bangor City Football Club                     | Bangor                               | 9e                   |
| Cardiff Metropolitan University Football Club | Cardiff                              | 1er (WFL)            |
| Carmarthen Town Football Club                 | Carmarthen                           | 7e                   |
| Cefn Druids Association Football Club         | Cefn Mawr                            | 2e (CA)              |
| Gap Connah's Quay Football Club               | Connah's Quay                        | 4e                   |
| Llandudno Football Club                       | Llandudno                            | 3e                   |
| Newtown Association Football Club             | Newtown                              | 5e                   |
| Rhyl Football Club                            | Rhyl                                 | 11e                  |
| The New Saints Football Club                  | Llansantffraid-ym-Mechain / Oswestry | 1er                  |

Légende des couleurs
- Tenant du titre et qualifié pour le 2e tour de qualification de la Ligue des Champions 2016-2017
- Qualifié pour le 1er tour de qualification de la Ligue Europa 2016-2017
- Promu

## Compétition

### Déroulement
Le championnat comprend trois phases. Durant la première, qui dure de la 1re à la 22e journée, les douze clubs s'affrontent à deux reprises. Au terme de la 22e journée, deux poules sont créées : la première réunit les clubs classés aux six premières places et la seconde, ceux classés aux six dernières. Au sein de ces poules, les clubs s'affrontent à nouveau à deux reprises, pour un total de trente-deux matches disputés durant la saison. Les clubs qui terminent aux deux dernières places de la deuxième poule sont relégués au terme de la saison.
La troisième phase consiste en une série éliminatoire en matches simples, disputée entre les clubs ayant terminé entre la 4e et la 7e place sur deux tours, une demi-finale et une finale.

### Classement
| Rang | Équipe                            | Pts | J  | G  | N  | P  | Bp  | Bc | Diff |
| ---- | --------------------------------- | --- | -- | -- | -- | -- | --- | -- | ---- |
| 1    | The New Saints T                  | 85  | 32 | 28 | 1  | 3  | 101 | 26 | +75  |
| 2    | Gap Connah's Quay                 | 58  | 32 | 16 | 10 | 6  | 45  | 24 | +21  |
| 3    | Bala Town C                       | 57  | 32 | 16 | 9  | 7  | 61  | 46 | +15  |
| 4    | Bangor City                       | 52  | 32 | 16 | 4  | 12 | 53  | 52 | +1   |
| 5    | Carmarthen Town                   | 39  | 32 | 10 | 9  | 13 | 41  | 46 | -5   |
| 6    | Cardiff Metropolitan University P | 36  | 32 | 10 | 6  | 16 | 41  | 41 | 0    |
|      |                                   |     |    |    |    |    |     |    |      |
| 7    | Newtown AFC                       | 45  | 32 | 12 | 9  | 11 | 59  | 39 | +20  |
| 8    | Cefn Druids P                     | 39  | 32 | 9  | 12 | 11 | 40  | 48 | -8   |
| 9    | Llandudno FC                      | 35  | 32 | 7  | 14 | 11 | 31  | 45 | -14  |
| 10   | Aberystwyth Town                  | 34  | 32 | 10 | 4  | 18 | 41  | 63 | -22  |
| 11   | Rhyl FC                           | 30  | 32 | 8  | 6  | 18 | 38  | 76 | -38  |
| 12   | Airbus UK Broughton               | 21  | 32 | 5  | 6  | 21 | 37  | 76 | -39  |

| Légende : Qualifications et relégations | Légende : Qualifications et relégations                                                                    |
| --------------------------------------- | --- |
|                                         | Qualification pour le 1er tour de qualification de la Ligue des Champions 2017-2018                        |
|                                         | Qualification pour le 1er tour de qualification de la Ligue Europa 2017-2018                               |
|                                         | Qualification pour les playoffs de qualification au 1er tour de qualification de la Ligue Europa 2017-2018 |
|                                         | Relégation directe en deuxième division                                                                    |
|                                         | T : Tenant du titre C : Vainqueur de la Welsh Cup PO : Vainqueur des playsoffs P : Promu de D2             |

### Playoffs de qualification pour la Ligue Europa
Les équipes classées entre la 4e et la 7e place disputent les play-offs pour déterminer la troisième équipe galloise qualifiée en Ligue Europa 2017-2018.

#### Demi-finales
| Équipe 1        | Résultat | Équipe 2                        |
| --------------- | -------- | ------------------------------- |
| Bangor City     | 3-2      | Newtown AFC                     |
| Carmarthen Town | 1-2      | Cardiff Metropolitan University |

#### Finale
| Équipe 1    | Résultat | Équipe 2                        |
| ----------- | -------- | ------------------------------- |
| Bangor City | 1-0      | Cardiff Metropolitan University |

## Bilan de la saison
| Championnat du pays de Galles de football 2016-2017                        |                            |
| Champion                                                                   | The New Saints (11e titre) |
| Coupes et trophées                                                         |                            |
| Vainqueur de la Coupe du pays de Galles 2016-2017                          | Bala Town                  |
| Qualifications continentales                                               |                            |
| Ligue des champions de l'UEFA 2017-2018                                    | The New Saints             |
| Ligue Europa 2017-2018                                                     | Bala Town                  |
| Ligue Europa 2017-2018                                                     | Gap Connah's Quay          |
| Ligue Europa 2017-2018                                                     | Bangor City Football Club  |
| Promotions et relégations                                                  |                            |
| Promus en Championnat du pays de Galles de football                        | Barry Town Football Club   |
| Promus en Championnat du pays de Galles de football                        | Prestatyn Town             |
| Relégués en Championnat du pays de Galles de football de deuxième division | Rhyl FC                    |
| Relégués en Championnat du pays de Galles de football de deuxième division | Airbus UK Broughton        |